# Гліни (Білгорайський повіт)
Гліни (пол. Gliny) — село в Польщі, у гміні Княжпіль Білгорайського повіту Люблінського воєводства.

## Історія
У 1921 році село входило до складу гміни Ксенжполь Білгорайського повіту Люблінського воєводства Польської Республіки.
У 1975—1998 роках село належало до Замойського воєводства.

## Населення
За даними перепису населення Польщі 1921 року в селі налічувалося 11 будинків та 60 мешканців, з них:
- 29 чоловіків та 31 жінка;
- 38 православних, 22 римо-католики;
- 38 українців (русинів), 22 поляки.